# بابیندا
بابیندا (به انگلیسی: Babinda) یک شهرک در استرالیا است که در کوئینزلند واقع شده‌است.